# Hans Sennholz

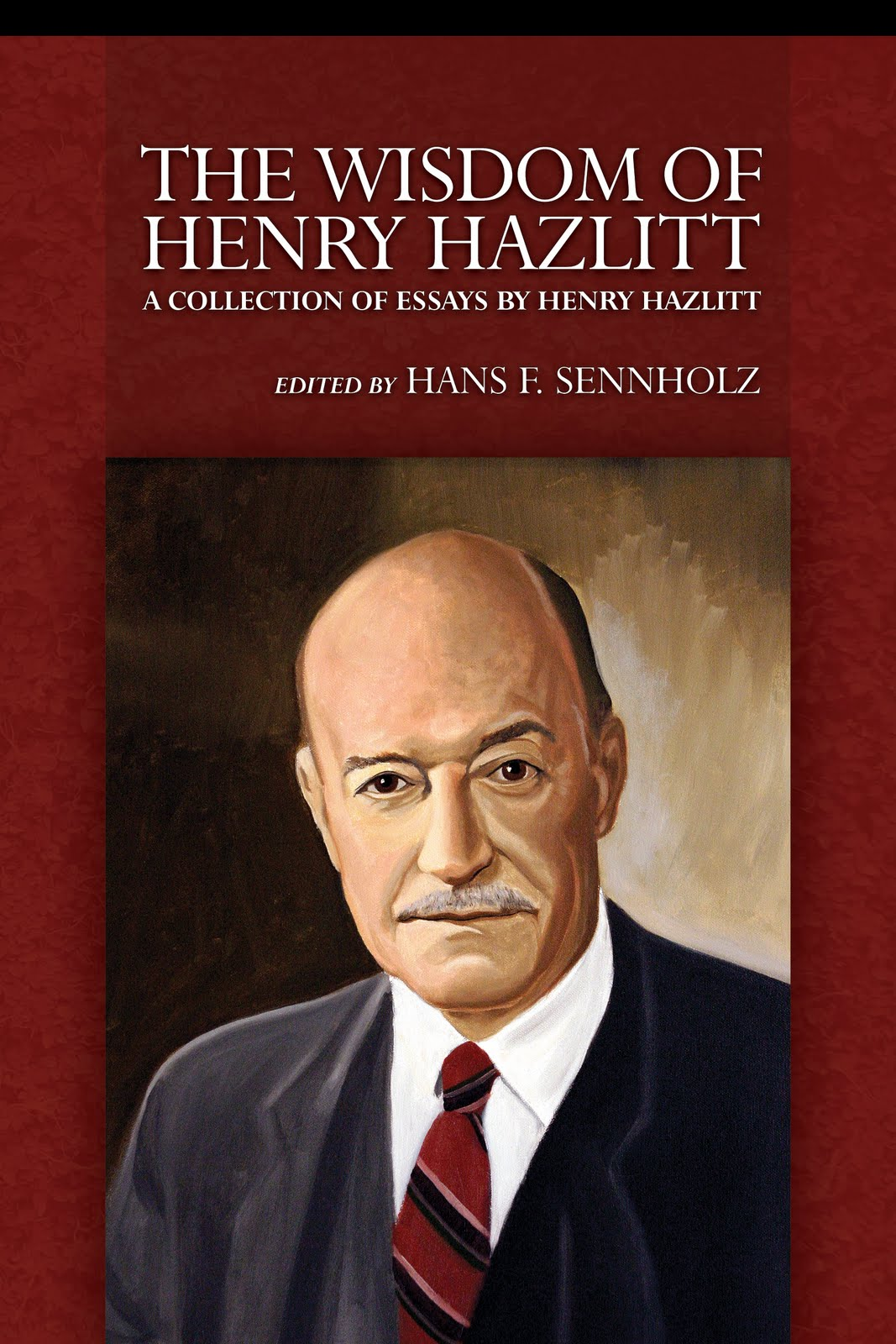

Hans Sennholz, né en Allemagne le 3 février 1922 et mort le 23 juin 2007, est un économiste de l'école autrichienne. Il a été l'élève de Ludwig von Mises, et est un partisan de l'étalon-or. Il a enseigné la science économique au Grove City College, de 1956 à 1992. Il est devenu ensuite consultant.
Il a été président de la Foundation for Economic Education, de 1992 à 1997.

## Publications

### Ouvrages
- (en) Eugen von Böhm-Bawerk (trad. Hans Sennholz), Capital and Interest, Spring Mills, Libertarian Press, 1959
- (en) Hans F. Sennholz, Age of Inflation, Belmont, Western Islands, 1979
- (en) Hans F. Sennholz, Age of Inflation Continued, 2006
- (en) Hans F. Sennholz (dir.), American Unionism : Fallacies and Follies, Irvington-on-Hudson, Foundation for Economic Education, 1994 (ISBN 0-910614-97-0, lire en ligne)
- (en) Hans F. Sennholz (dir.), Bankers and Regulators, Irvington-on-Hudson, Foundation for Economic Education, 1993 (ISBN 0-910614-91-1, lire en ligne)
- (en) Hans F. Sennholz, Death & Taxes, 1982
- (en) Hans F. Sennholz (dir.), Gold Is Money, Westport, Greenwood Press, 1975 (lire en ligne)
- (en) Hans F. Sennholz, How Can Europe Survive, Toronto, D. Van Nostrand, 1955 (lire en ligne)
- (en) Hans F. Sennholz, Money and Freedom, Spring Mills, Libertarian Press, 1985
- (en) Hans F. Sennholz, The Politics of Unemployment, Spring Mills, Libertarian Press, 1987, 356 p. (ISBN 0-910884-17-X)
  - Dans ce livre sur le chômage aux États-Unis, Hans Sennholz soutient que la fixation politique d’un salaire minimum obligatoire est la principale cause du chômage. Il traite également de beaucoup d’autres choses qui empêchent les salaires de tomber à leurs niveaux d'équilibre. Il y a le Davis–Bacon Act, qui maintient les coûts de construction élevés. Il y a le Wagner Act et le Norris-La Guardia Anti-Injunction Act et le Railway Labor Act de 1926. Mais le salaire minimum coercitif est la bête noire de Hans Sennholz.
- (en) Hans F. Sennholz, The Underground Economy, Auburn, Ludwig von Mises Institute, 1982 (lire en ligne)

### Articles
- (en) Hans F. Sennholz, « Capital Consumption », The Freeman, vol. 26, no 5,‎ mai 1976, p. 282-299 (lire en ligne, consulté le 30 novembre 2013)
- (en) Hans F. Sennholz, « The Causes of Inflation », The Freeman, vol. 22, no 5,‎ mai 1972, p. 284-292 (lire en ligne, consulté le 10 novembre 2013)
- (en) Hans F. Sennholz, « Cyclical Unemployment », The Freeman, vol. 36, no 4,‎ avril 1986, p. 142-151 (lire en ligne, consulté le 10 novembre 2013)
- (en) Hans F. Sennholz, « The Demand for Labor », The Freeman, vol. 35, no 2,‎ février 1985, p. 83-97 (lire en ligne, consulté le 11 novembre 2013)
- (en) Hans F. Sennholz, « The Davis-Bacon Act », The Freeman, vol. 34, no 6,‎ juin 1984, p. 345-351 (lire en ligne, consulté le 10 novembre 2013)
- (en) Hans F. Sennholz, « European Malaise », The Freeman, vol. 47, no 2,‎ juin 1997 (lire en ligne, consulté le 28 octobre 2013)
- (en) Hans F. Sennholz, « The Great Depression », The Freeman, vol. 19, no 10,‎ octobre 1969, p. 585-596 (lire en ligne, consulté le 23 janvier 2013)
- (en) Hans F. Sennholz, « Ideological Roots of Unionism », The Freeman, vol. 34, no 2,‎ février 1984, p. 107-!20 (lire en ligne, consulté le 12 novembre 2013)
- (en) Hans F. Sennholz, « Inflation and Unemployment », The Freeman, vol. 36, no 6,‎ juin 1986, p. 226-233 (lire en ligne, consulté le 9 mars 2013)
- (en) Hans F. Sennholz, « Minimum Wages », The Freeman, vol. 45, no 3,‎ mars 1995, p. 169-170 (lire en ligne, consulté le 28 octobre 2013)
- (en) Hans F. Sennholz, « No Shortage of Gold », The Freeman, vol. 23, no 9,‎ septembre 1973, p. 515-522 (lire en ligne, consulté le 11 novembre 2013)
- (en) Hans F. Sennholz, « The Phantom Called "Monopoly" », The Freeman, vol. 10, no 3,‎ mars 1960, p. 39-52 (lire en ligne, consulté le 11 novembre 2013)
- (en) Hans F. Sennholz, « Protectionism and Unemployment », The Freeman, vol. 35, no 3,‎ mars 1985, p. 159-171 (lire en ligne, consulté le 10 novembre 2013)
- (en) Hans F. Sennholz, « The Supply of Labor », The Freeman, vol. 34, no 10,‎ octobre 1984, p. 594-612 (lire en ligne, consulté le 10 novembre 2013)
- (en) Hans F. Sennholz, « A Symbol of Chaos : The Gas Pump », The Freeman, vol. 29, no 8,‎ août 1979, p. 458-465 (lire en ligne, consulté le 11 novembre 2013)
- (en) Hans F. Sennholz, « Tensions in Poland », The Freeman, vol. 31, no 5,‎ mai 1981, p. 259-271 (lire en ligne, consulté le 26 janvier 2013)
- (en) Hans F. Sennholz, « Unemployment in Puerto Rico », The Freeman, vol. 33, no 6,‎ juin 1983, p. 358-368 (lire en ligne, consulté le 10 novembre 2013)
- (en) Hans F. Sennholz, « Women, Work and Wages », The Freeman, vol. 34, no 4,‎ avril 1984, p. 225-238 (lire en ligne, consulté le 11 novembre 2014)
- (en) Hans F. Sennholz, « Workers and Robots », The Freeman, vol. 33, no 4,‎ avril 1983, p. 236-247 (lire en ligne, consulté le 28 octobre 2014)

## Hommages
- (en) Brian Doherty, « Hans Sennholz, RIP », sur Hit & Run, 25 juin 2007 (consulté le 11 novembre 2014)
- (en) Richard M. Ebeling, « Hans F. Sennholz: Champion of Freedom and Austrian Economics », The Freeman, vol. 57, no 5,‎ juin 2007, p. 2-3 (lire en ligne, consulté le 12 novembre 2013)
- (en) Don Hopey, « Obituary: Hans Sennholz / Former Grove City professor and influential economist », sur Pittsburgh Post-Gazette, 23 juin 2007 (consulté le 11 novembre 2014)
- (en) Gary North, « Hans Sennholz, R.I.P. », sur LewRockwell.com, 25 juin 2007 (consulté le 12 novembre 2013)
- (en) Ron Paul, « Hans F. Sennholz, RIP », sur LewRockwell.com, 13 juillet 2007 (consulté le 12 novembre 2013)
- (en) Lawrence W. Reed, « Hans F. Sennholz, 1922–2007 », The Freeman, vol. 57, no 8,‎ octobre 2007, p. 14-15 (lire en ligne, consulté le 19 novembre 2013)
- (en) Llewellyn H. Rockwell Jr., « Hans Sennholz: Misesian for Life », sur Mises Daily, 18 octobre 2004 (consulté le 12 novembre 2013)
- (en) Mark Skousen, « A Biography of Hans Sennholz, the Douglas McArthur of Free-Market Economics », sur The Daily Reckoning Australia, 11 juillet 2007 (consulté le 11 novembre 2014)